# Мозер, Сильвио
Си́львио Мо́зер (нем. Silvio Moser, 24 апреля 1941, Цюрих — 26 мая 1974, Локарно) — швейцарский автогонщик, пилот Формулы-1.

## Биография

### До Формулы-1
Сильвио Мозер родился 24 апреля 1941 в Цюрихе. Свои первые шаги в автоспорте Мозер сделал за рулём Alfa Romeo в начале 1960-х в гонках по подъёму в гору. В 1964 он выступал в Формуле-3 и Temporada Series.
После этого Сильвио Мозер создал свою собственную автоспортивную команду (Silvio Moser Racing Team). За неё швейцарец ездил в Формуле-2 и продолжил выступать в Формуле-3, в которой выиграл гонки в Сиракузах, Шатре и Росарио.

### Формула-1 (1966-1971)
Дебют Сильвио Мозера в Формуле-1 состоялся в Гран-при Германии 1966 года. Мозер выступал за рулём Brabham BT16 собственной команды. Он не смог стартовать из-за проблем с двигателем. В 1967 Мозер участвовал в Гран-при Великобритании за рулём Cooper T77 частной команды Charles Vogele Racing. Стартовав 20-м, он сошёл с дистанции по техническим причинам.
В 1968 Сильвио Мозер остался в Charles Vogele Racing и принял участие в пяти Гран-при Формулы-1 за рулём Brabham BT20. В Гран-при Нидерландов он занял 5 место и набрал свои первые очки в Формуле-1. В 1969 Мозер выступал за свою собственную команду за рулём Brabham BT24 и провёл в Формуле-1 семь Гран-при. Он набрал 1 очко за 6 место в Гран-при США. В 1970 Мозер, выступая за рулём Bellasi, не набрал в Формуле-1 ни одного очка. Последней его гонкой в Формуле-1 стал Гран-при Италии 1971 года.

### Дальнейшая карьера
С 1971 Сильвио Мозер вновь стал выступать в Формуле-2. В 1973 он занял 5 место в Targa Florio. Мозер планировал возвращение в Формулу-1 на сезон 1974 года, но получил серьёзные травмы в гонке 1000 километров Монцы. Не приходя в сознание, Сильвио Мозер скончался 26 мая 1974.

## Результаты выступлений в автоспорте

### Формула-1

#### Результаты в чемпионате мира
| Легенда к таблице |                                                                    |
| --- | ------------------------------------------------------------------ |
| В таблице перечислены результаты всех Гран-при Формулы-1, в которых принимал участие гонщик. Строками таблицы являются сезоны, столбцами — этапы чемпионата мира. В каждой клетке указаны сокращённое название этапа и результат, дополнительно обозначенный цветом. Расшифровка обозначений и цветов представлена в нижеследующей таблице. |                                                                    |
| \| Пример \| Описание \| \| ------------ \| ------------------------------------------------------------------ \| \| 1 \| Победитель \| \| 2 \| Второе место \| \| 3 \| Третье место \| \| 5 \| Финишировал, заработав очки \| \| Сход \| Не финишировал, но при этом заработал очки \| \| 12 \| Финишировал, не получив очков \| \| НКЛ \| Финишировал, но не попал в финальную классификацию \| \| 15 \| Участвовал вне зачёта, либо по отдельной классификации \| \| 18 \| Не финишировал, но попал в финальную классификацию \| \| Сход \| Не финишировал \| \| НКВ \| Не прошёл квалификацию \| \| НПКВ \| Не прошёл предквалификацию \| \| ДСК \| Дисквалифицирован \| \| ИСК \| Исключён из протокола соревнований \| \| ТТ \| Заявлен для участия только в тренировках \| \| НС \| Участвовал в квалификации, но не стартовал в гонке \| \| Т \| Травмирован или болен \| \| ОТК \| Отказ от участия \| \| НТР \| Прибыл на соревнования, но на трассу не выезжал \| \| НПР \| Был заявлен в числе участников, но не прибыл к началу соревнований \| \| О \| Соревнования отменены \| \| \| Не участвовал \| \| Поул-позиция \| \| \| Быстрый круг \| \| |                                                                    |
| Пример | Описание                                                           |
| 1 | Победитель                                                         |
| 2 | Второе место                                                       |
| 3 | Третье место                                                       |
| 5 | Финишировал, заработав очки                                        |
| Сход | Не финишировал, но при этом заработал очки                         |
| 12 | Финишировал, не получив очков                                      |
| НКЛ | Финишировал, но не попал в финальную классификацию                 |
| 15 | Участвовал вне зачёта, либо по отдельной классификации             |
| 18 | Не финишировал, но попал в финальную классификацию                 |
| Сход | Не финишировал                                                     |
| НКВ | Не прошёл квалификацию                                             |
| НПКВ | Не прошёл предквалификацию                                         |
| ДСК | Дисквалифицирован                                                  |
| ИСК | Исключён из протокола соревнований                                 |
| ТТ | Заявлен для участия только в тренировках                           |
| НС | Участвовал в квалификации, но не стартовал в гонке                 |
| Т | Травмирован или болен                                              |
| ОТК | Отказ от участия                                                   |
| НТР | Прибыл на соревнования, но на трассу не выезжал                    |
| НПР | Был заявлен в числе участников, но не прибыл к началу соревнований |
| О | Соревнования отменены                                              |
| | Не участвовал                                                      |
| Поул-позиция |                                                                    |
| Быстрый круг |                                                                    |

| Сезон | Команда                  | Шасси           | Двигатель           | 1   | 2   | 3        | 4        | 5       | 6        | 7       | 8        | 9        | 10      | 11     | 12  | 13  | Место | Очки |
| ----- | ------------------------ | --------------- | ------------------- | --- | --- | -------- | -------- | ------- | -------- | ------- | -------- | -------- | ------- | ------ | --- | --- | ----- | ---- |
| 1966  | Silvio Moser             | Brabham BT16 F2 | Cosworth Straight-4 | МОН | БЕЛ | ФРА      | ВЕЛ      | НИД     | ГЕР НС   | ИТА     | США      | МЕК      |         |        |     |     | —     | 0    |
| 1967  | Charles Vögele           | Cooper T77      | ATS V8              | ЮАР | МОН | НИД      | БЕЛ      | ФРА     | ВЕЛ Сход | ГЕР     | КАН      | ИТА      | США     | МЕК    |     |     | —     | 0    |
| 1968  | Charles Vögele           | Brabham BT20    | Repco V8            | ЮАР | ИСП | МОН НКВ  | БЕЛ      | НИД 5   | ФРА      | ВЕЛ НКЛ | ГЕР      | ИТА НКВ  | КАН     | США    | МЕК |     | 23    | 2    |
| 1969  | Silvio Moser             | Brabham BT24    | Cosworth V8         | ЮАР | ИСП | МОН Сход | НИД Сход | ФРА 7   | ВЕЛ      | ГЕР     | ИТА Сход | КАН Сход | США 6   | МЕК 11 |     |     | 16    | 1    |
| 1970  | Silvio Moser Racing Team | Bellasi         | Cosworth V8         | ЮАР | ИСП | МОН      | БЕЛ      | НИД НКВ | ФРА НКВ  | ВЕЛ     | ГЕР НКВ  | АВТ Сход | ИТА НКВ | КАН    | США | МЕК | —     | 0    |
| 1971  | Jolly Club Switzerland   | Bellasi         | Cosworth V8         | ЮАР | ИСП | МОН      | НИД      | ФРА     | ВЕЛ      | ГЕР     | АВТ      | ИТА Сход | КАН     | США    |     |     | —     | 0    |

### Targa Florio
| Год  | №  | Команда          | Напарник         | Машина    | Место |
| ---- | -- | ---------------- | ---------------- | --------- | ----- |
| 1972 | 9  | Antonio Nicodemi | Гейс ван Леннеп  | Lola T290 | Сход  |
| 1973 | 25 | Antonio Nicodemi | Антонио Никодеми | Lola T290 | 5     |